# Paromphale caeca
Paromphale caeca là một loài bướm đêm trong họ Noctuidae.